# Bardaxima demea
Bardaxima demea är en fjärilsart som beskrevs av Druce 1895. Bardaxima demea ingår i släktet Bardaxima och familjen tandspinnare. Inga underarter finns listade i Catalogue of Life.